# Rhodothemis flavostigma
Rhodothemis flavostigma is een libellensoort uit de familie van de korenbouten (Libellulidae), onderorde echte libellen (Anisoptera).
De wetenschappelijke naam Rhodothemis flavostigma is voor het eerst geldig gepubliceerd in 1932 door Navás.